# Quillebeuf, na Foz do Sena (Turner)

Quillebeuf, na Foz do Sena  é uma pintura a óleo sobre tela do pintor inglês Joseph Mallord William Turner de 1833 e que se encontra actualmente no Museu Calouste Gulbenkian, em Lisboa.
O quadro representa a frente portuária da povoação de Quillebeuf, perto do estuário do Sena, local que Turner visitou no decurso da década de 1820. O quadro foi apresentado publicamente na Royal Academy, em 1833, com uma nota no catálogo da exposição a alertar para os perigos de navegação decorrentes da subida brusca da maré e para o irromper súbito de uma enorme onda, um macaréu, fenómeno conhecido entre a população da região por mascaret ou barre.

## Descrição
Tendo visitado o local, é possível que Turner tenha usado, para além da observação naturalista, a memória e a recriação sensitiva da realidade. Partindo destes pressupostos, o artista utiliza o voo de um bando de gaivotas que se ergue no céu em espiral como elemento determinante para o equilíbrio dinâmico da composição, desenvolvida numa multiplicação ininterrupta de círculos, em que sobressai em primeiro plano o rebentar das ondas.
Embora conservando um carácter descritivo do local, Turner incorpora na sua narrativa pictórica um indiscutível potencial dramático, estando assinalados, para além da vigia que se afunda, à direita, a trilogia trágica de farol, igreja e cemitério. Além desse caráter hipotético de história, Turner procede também a um exercício emotivo de luz e cor, reconhecendo-se na obra a tendência para a eliminação progressiva das formas, dissolvidas na atmosfera húmida da cena.
A Tate Gallery tem publicadas imagens de várias aguarelas criadas por Turner quando da sua viagem pela zona francesa em 1832, sendo de notar a aguarela designada por Quillebeuf cujo tema e ponto de vista do espectador se aproxima muito da pintura a óleo, mas da qual diverge pelo leque de cores utilizado.

## Geografia do local
Quillebeuf-sur-Seine situa-se na margem esquerda do rio Sena, no noroeste do respectivo departamento de Eure, tratando-se de um porto antigo. Uma balsa (a última antes do estuário) continua a ligar Quillebeuf a Port-Jérôme, na outra margem e já no departamento de Seine-Maritime. Os marinheiros de Quillebeuf juntamente com os de Caudebec-en-Caux (a montante do Sena), tinham o monopólio da pilotagem de navios de mar que subiam o Sena até Rouen.
Na actualidade, a povoação designada por Quillebeuf está afastada da foz do Sena, e bem assim de praia marítima, cerca de 10 Km, sendo improvável que, para além do referido macaréu, se visione o rebentamento das ondas tal como sugerido pelo quadro. Por outro lado, o cemitério de Quillebeuf está afastado do rio, localizando-se na zona central da rua com o mesmo nome  não sendo vísível do mar, como a obra de Turner poderia sugerir.

## História
A obra pertenceu à coleção de Thomas Pitt Miller, tendo sido adquirida por Calouste Gulbenkian, por intermédio de M. Knoedler, na Casa Christie, em Londres, a 26 de abril de 1946.